# Paffendorf
Paffendorf ist ein Stadtteil von Bergheim im Rhein-Erft-Kreis, Nordrhein-Westfalen.

## Lage
Paffendorf liegt in der Kölner Bucht im Nordwesten der Kreisstadt Bergheim. Am südlichen Ortsrand verläuft die Bundesstraße 477, nördlich um den Ort herum die Kreisstraße 41 und durch den Ort die Landesstraße 361, im Südwesten die Bundesautobahn 61. Durch den Ort fließt die Erft.

## Geschichte
Die fruchtbare Landschaft ist als Altsiedellandschaft schon in der Frühzeit besiedelt gewesen. Bei der Erschließung des Gewerbeparkes bei Paffendorf wurde ein fast 1000 Jahre lang genutztes keltisches Gräberfeld mit 300, möglicherweise sogar 600 Brandgräbern auf einer Fläche von etwa 7 Hektar entdeckt. Die ältesten Gräber stammen nach den gefundenen Keramiken und Ascheurnen aus dem 8. Jh. vor Christus, die jüngsten aus dem 1. Jh. nach Christus. Das zugehörige Dorf von etwa 50 Bewohnern wurde noch nicht gefunden. In spätrömischer Zeit wurde der Platz nicht mehr belegt.

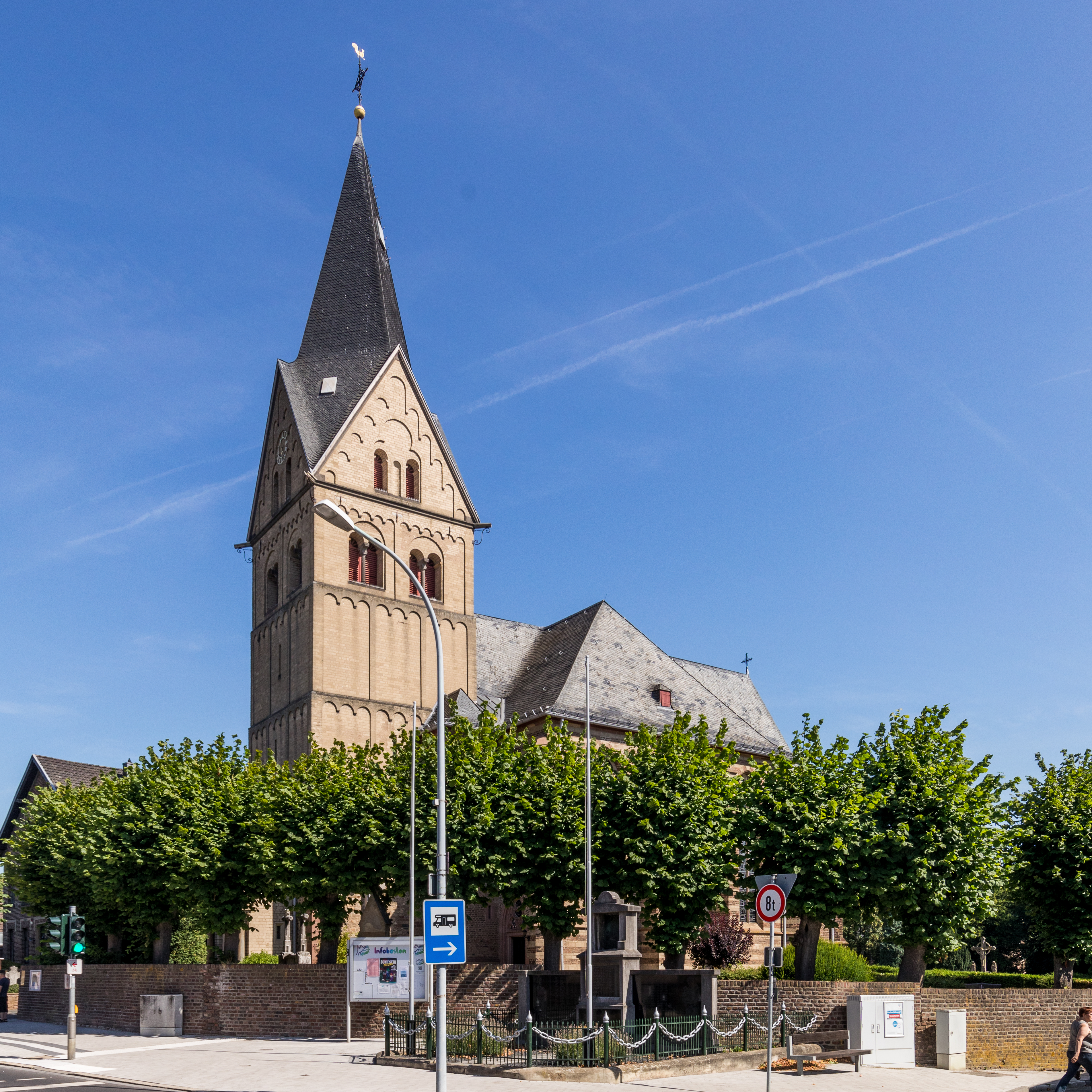
Kirche St. Pankratius

882 wurde der Ort als „Paphentorof“ erstmals schriftlich erwähnt. Er gehörte zum Besitz der Trierer Reichsabtei St. Maximin. Im 13. Jahrhundert erscheint der Name Paffendorf wieder in Urkunden des Essener Damenstifts als dessen Besitztum. 1767 hatte Paffendorf 328 Einwohner.
Im Oktober 1855 gründeten die Armen Dienstmägde Jesu Christi hier ihre erste Filiale außerhalb der Diözese Limburg. Die Schwestern wirkten in der Schule (zeitweise), in der ambulanten Krankenpflege, im Kindergarten und in der Nähschule. Die Filiale bestand bis zum Sommer 1962.
Bereits 1937 schlossen sich die damaligen Ämter Bergheim und Paffendorf sowie die Gemeinde Hüchelhoven zu dem Amt Bergheim zusammen. Durch das Köln-Gesetz wurde Paffendorf zum 1. Januar 1975 in die Kreisstadt Bergheim eingegliedert.

## Bürgewald
Paffendorf gehört zu den so genannten Bürgewaldgemeinden, die Rechte am Bürgewald besaßen. Dies war der Legende nach dem heiligen Arnold von Arnoldsweiler zu verdanken, durch den legendären „Ritt um den Bürgewald“. Hauptort der Bürgewaldgemeinden ist Arnoldsweiler. Dorthin mussten die Paffendorfer am Pfingstdienstag, später am Pfingstmontag, um dem heiligen Arnold eine Kerze zu opfern. Dieser Wachszins wurde erst im 19. Jahrhundert aufgelöst.

## Sehenswürdigkeiten

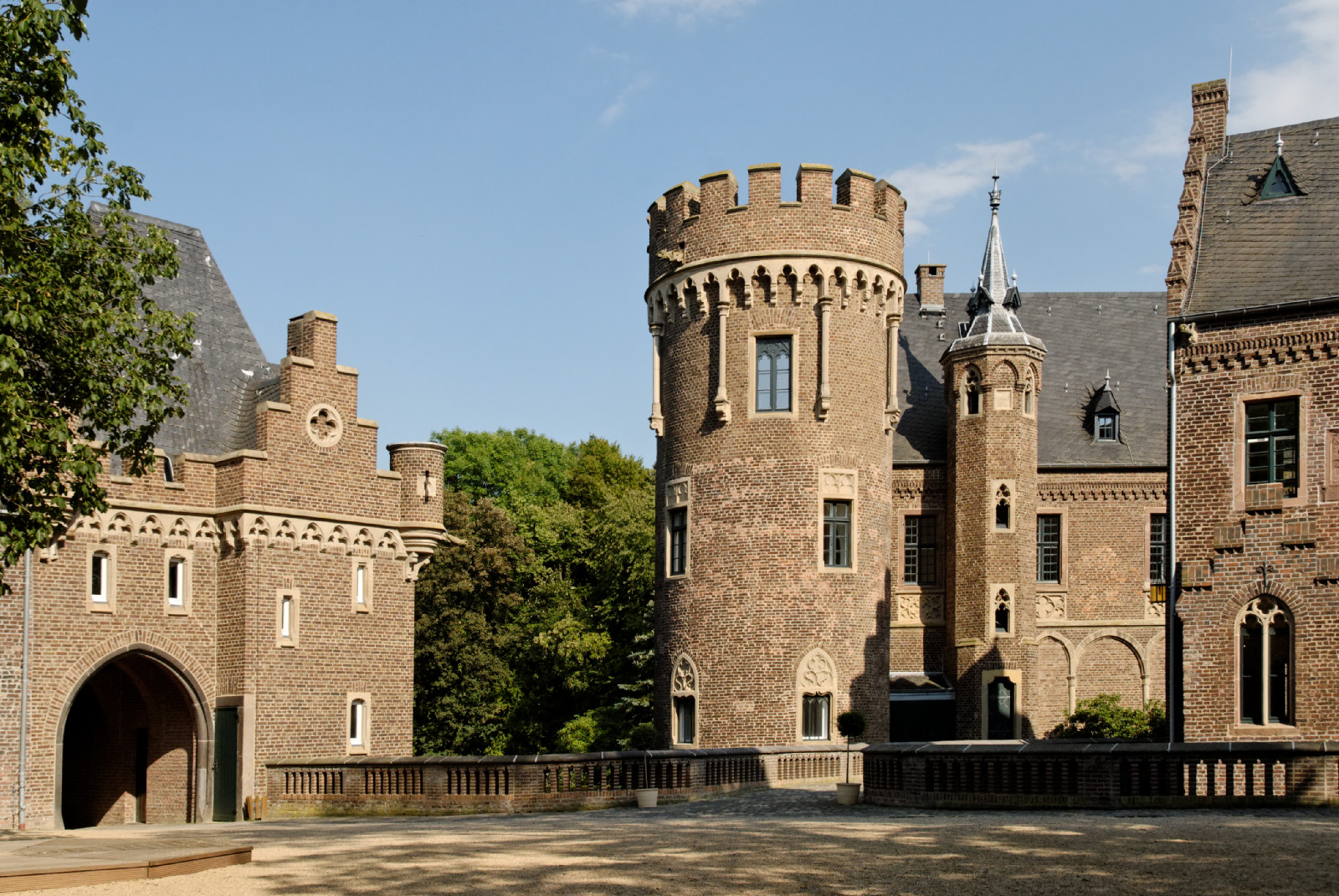
Schloss Paffendorf

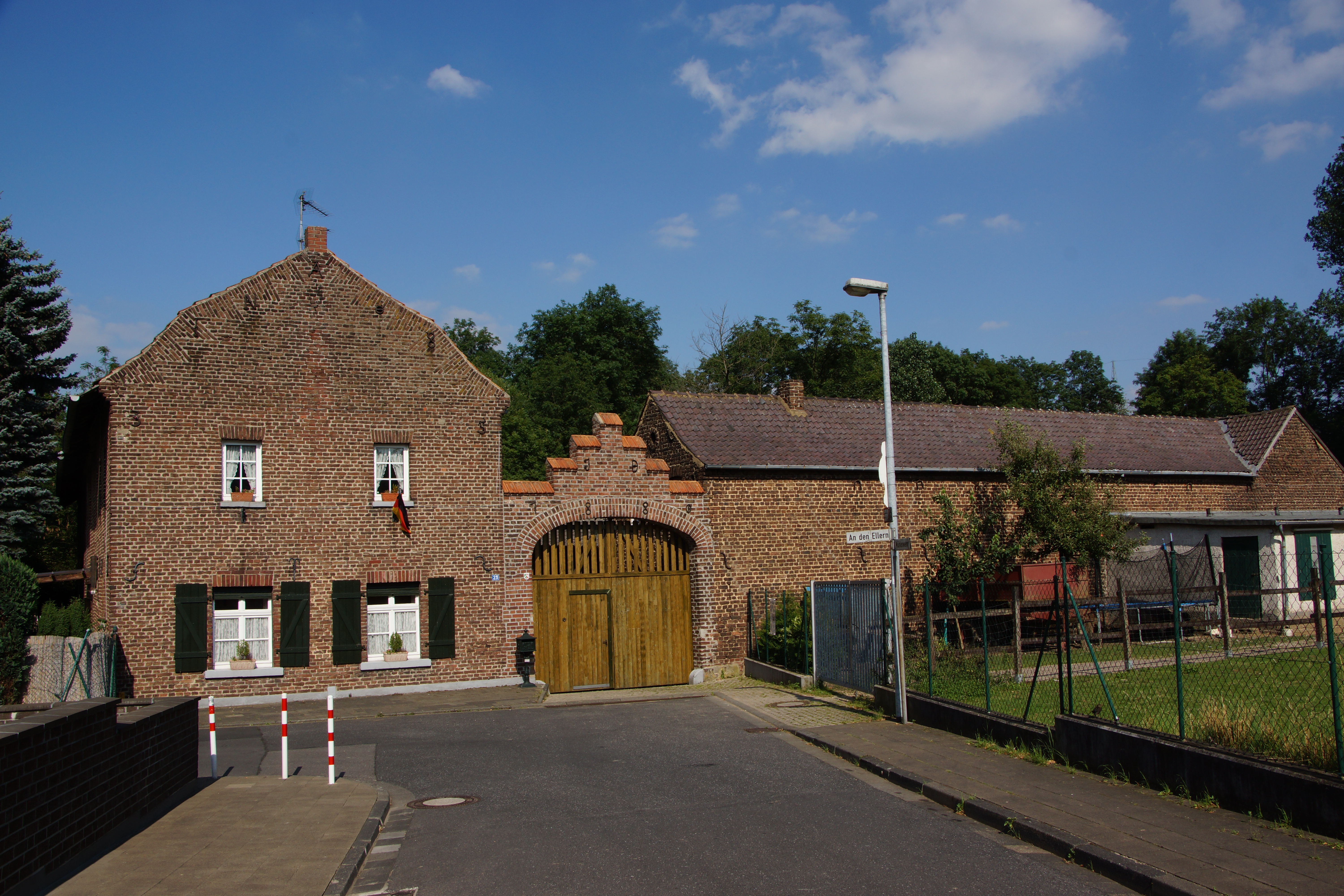
Paffendorfer Mühle

- Schloss Paffendorf, Informationszentrum Braunkohle
- Sankt-Pankratius-Kirche
- Jüdischer Friedhof
- Paffendorfer Mühle, historische Wassermühle

## Verkehr
Der Ort liegt an der alten Römerstraße Trier–Neuss.
In Paffendorf existiert ein Haltepunkt an der 1897 gebauten Erftbahn.
| Linie | Verlauf | Takt                                      |
| ----- | --- | ----------------------------------------- |
| RB 38 | Erft-Bahn: Bedburg (Erft) – Glesch – Paffendorf – Zieverich – Bergheim (Erft) – Quadrath-Ichendorf – Horrem – Köln-Ehrenfeld – Köln Hbf – Köln Messe/Deutz Stand: Fahrplanwechsel Dezember 2023 | 60 min 30 min (Bedburg–Horrem wochentags) |

Die VRS-Buslinie 975 der Rhein-Erft-Verkehrsgesellschaft verbindet Paffendorf mit Bergheim und Bedburg. Zusätzlich verkehren einzelne Fahrten der auf die Schülerbeförderung ausgerichtete Linie 923.
| Linie | Verlauf |
| ----- | --- |
| 923   | Stadtverkehr Bergheim |
| 975   | (Grevenbroich – Laach – Gustorf – Königshoven –) Kaster – Bedburg Bf – Blerichen – Kirdorf – Glesch – Paffendorf – Zieverich – Bergheim Bf – Kenten – Quadrath-Ichendorf – Horrem Bf |

## Sonstiges
Zwischen Niederaußem und Paffendorf liegt die Wiedenfelder Höhe, eine rekultivierte Hochkippe aus dem Abraum des Deckgebirges des Tagebau Fortuna-Garsdorf im Rheinischen Braunkohlerevier. Außerdem hat Paffendorf einen Fußballverein, den BC Viktoria Glesch/Paffendorf.

## Persönlichkeiten
- Adolf Müller (1853–1939), römisch-katholischer Theologe, Astronom, Mathematiker und Hochschullehrer, wurde in Paffendorf geboren.
- Wilhelm Hoffsümmer (* 1941), Priester und Autor, war von 1979 bis 2007 Pfarrer in Paffendorf.
- Gottfried Engels (1949–2015), Musikproduzent, Mitbegründer der Band Paffendorf.